# Mehanički debridman
Mehanički debridman, mehaničko čišćenje rane, mehanička nekrektomija je jedan od proces uklanjanja mrtvog, devitaliziovanog ili kontaminiranog tkiva i stranog materijala iz rane, i važan inicijalni korak u njenoj pripremi za dalje lečenje. Devitalizovano tkivo i drugi strani sadržaj u rani usporava ili u potpunosti onemogućava proces zarastanje i zato je u okviru lečenja rane neophodno njihovo uklanjanje. Cilj mehanićkog debridmana je pretvaranje hronične rane u akutnu ranu i pokretanje procesa njenog bržeg zaranja..  
Iako se hirurški debridman, prema načinu izvođenja, može svrstati u vrstu mehaničkog debridmana, on je odvojen u samostalnu vrstu ili tip debridmana, dok se izraz „mehanički debridement“ više koristi za one vrste debridmana u toku kojih se koriste određena aparati i pribor u postupke odstranjivanja devitalizovanog (izumrlog) tkiva.

## Zašto se primenjuje debridman?
Procesi koji se odigravaju u hronicnoj i teško zarastajucoj rani sa komplikacijama
Devitalizovano tkivo i drugi strani sadržaj u rani usporavaju ili u potpunosti onemogućava proces zarastanje jer:
- nekrotično tkivo je supstrat za razmnožavanje bakterije
- u organizmu se stvara povećan metabolički zahtev jer se on trudi da ukloni nekrotično tkivo
- nekrotično tkivo stimuliše stalnu inflamatornu (zapaljenjsku) reakciju tkiva
- u nekrotično tkivu se javljaju sakriveni džepovi, kolekcije tečnosti i gnoja (apsces)
- narušen estetskih izgled obolelog dela tala i prisustvo neprijatnih mirisa iz rane (što ograničava bolesniku sa ranom normalan život)
- nekrotično tkivo ometa kontrakciju rane, pa samim tim npr. kod opekotina povećava rizik za stvaranje hipertrofičkog ožiljka

Značaj debridmana
Debridman je deo protokola lečenja tesko zarastajućih i rana sa povećanim rizikom za komplikacije.  Ovom metodom vrši se:
- kontrola mikrobnog opterećenja rane
- smanjuje inflamacija (zapaljenja),
- smanjuje se nutritivni deficit (gubitak proteina, tečnosti)
- čuva se imunoloske snage organizma.
- aktivira ćelijski metabolizma i mikrocirkulacija, sto stimuliše angiogenezu i epitelizaciju.

Pravilna i redovna primena debridmana skraćuje vreme zarastanja i troskove lečenja, zbog manje potrebe za hospitalnim lečenjem i brzog oporavka. Debridman je i važan deo pripreme za operativne intervencije u lečenju hroničnih rana (npr transplantacije).
Kada se debridman ne preporučuje
Debridman se preporučuje u svim stanjima kada hronina rana (ulkusi) nemaju potencijal za zarastanje(arterijska insuficijencija, terminalno oboljenje bolesnika, teško opšte stanje pacijenta).

## Vrste mehaničkog debridmana
Za sada se u svakodnevnoj praksi najviše koriste sledeće vrste mehaničkog debridmana:
- Mehanički debridman gazom i monofilamentnim vlaknima
- Vodeni debrideman ili hidrohirurški debridman
- Ultrazvučni debridman
- Debridman biostimulativnim laserom
- Terapija negativnim pritiskom

Primenom ranije stečenih znanja i iskustava iz operativnog lečenja rana i stalnim napredovanjem tehnologije često se uvode (pored ovde mavedenih) i novi oblici mehanićkog debridmana.

### Mehanički debridman gazom
Mehanički debridman gazom temelji se na uporebi suve ili vlažne gaze neposrednim stavljanjem na ranu, parafinske gaze i u novije vreme jastučića s monofilamentnim vlaknima. 
Ova vrste debridmana zasniva se se na adheziji gaze i nekrotičnih naslaga u rani koje se iz nje eliminišu zajedno sa uklanjanjem gaze. Ovo su neki od najčešće primenjivanih tehničkih načina kod ove vrste debridmana.
Debridman vlažnom gazom
Debridman suvom gazom
Debridman monofilamentnim vlaknima

### Debridman vodom
Debridman vodom ili hidrokirurški debridman, izvodi se uz pomoć hirurškog aparata pod nazivom (engl. Versajet™ Hydrosurgery System, Smith & Nephew, Hull, UK) koji za postupak debridmana primenjuje mlaz telnosti (vode) pod visokim pritiskom. 
U aparatu se umesto vode koristi sterilni fiziološki rastvor koji primenjen pod povišenom pritiskom stvara efekat hirurškog skalpela. Mlaz telnosti se u toku debaridmana usmerava paralelno sa ranom – tzv. tangencijalna ekscizija. 
Podešavanjem snage mlaza fiziološkog rastvora debridman se može obavljati u rasponu, od usisavanja nekrotičkog detritusa do rezanja tkiva. Korištenjem Venturijevog efekta, na mestu debridmana, stvara se lokalni vakuum u tkivu koje se reže, i tako se istovremeno sa rezanjem vrši i mehaničko uklanjanje tkiva. 
Debridman telnošču znatno pojednostavljuje rad lekara, jer je upravljanje sondom jednostavno, štedi se okolno (zdravo) tkivo i potrebno vreme; kako za sam postupak debridmana tako i za zarastanje rane.

### Ultrazvučni debridman
Pricip rad Ultrazvučnog debridmana zasniva se na predaji mehaničke energije i stvaranju vibracija visoke frekvencije (25 KHz) u obolelim tkivima. Aparat koristi ultrazvuk niske snage, a kao sredinu za irigaciju fiziološki ili Ringerov rastvor. 
U tehničkom smislu ova vrsta debridmana izvodi se aparatom koji u sebi ima ugrađen ultrazvučni generator koji putem preciznog piezoelektričnog kristala pretvara električnu energiju u mehaničke vibracije.  
Promenama pritiska, uz pomoć ultrazvuka, stvaraju se i nestaju kavitacije (mehurići) koji se prenose stalnim pomeranjem sonde preko rane. Turbulencijama i promenama pravca odvaja se nekrotično tkivo i fibrinski sloj u rani. 
Prednost ove metode ogleda se u tome što je granulaciono tkivo pošteđeno traume, jer je otpornije na promene pritiska. Stvorene kavitacije ujedno i perforiraju bakterijsku membranu tako da se postižu i dobri rezultati lečenja kod bakterijskih infekcija u toku kojih se formira biofil. 
Ultrazvučni debridman je naročito pogodan za lečenje teže pristupačnih delova tela, kao što su interdigitalni prostori, fistule, duge kosti (osteomijelitis) ili prisutnog stranog tela kod opekotina.

### Debridman biostimulativnim  laserom
Debridman biostimulativnim laserom izvodi se talasima,t alasne dužine 635-900 nm. Ova vrsta debridmana pogodna je za manje, hronične uleracije. Uz čisćenja rane, biostimulativnim laserom redukuje se otok ,bol, revitalizuje obolelom tkivo.

### Terapija negativnim pritiskom
Klinička primena negativnog pritiska datira hiljadu godina unazad. Prvi put je primenjena kao dodatak akupunkturi u kineskoj medicini, u cilju izazivanja hiperemije.
Junod je 1841. primenio metodu pomoću zagrejane staklene čaše koja se postavljala na kožu bolesnika u cilju „stimulacije cirkulacije“. Hlađenje vazduha u čaši dovodilo je do nastanka podpritiska unutar čaše što je za posledicu imalo pojavu lokalne hiperemije.
Debridman negativnim pritiskom (енгл. Negative Pressure Wound Therapy – NWPT) razvijena je u Vinston-Selejmu, Sevarna Karolina, SAD (енгл. Wake Forest University School of Medicine, Winston-Salem), 1993 godine, kada je Fleishman sa saradnicima primenio terapiju negativnim pritiskom (pomoću bolničkog vakuuma) na ranu prekrivenu sunđerom u cilju  čišćenja rane i bržeg stvaranja granulacionog tkiva,
Ova metoda zasniva se na primeni kontrolisanog subatmosferskog (nergativnog) pritiska od -50 do -200 mmHg, koji izaziva mehanički stres u tkivu i dovodi do stimulacije mitoze i stvaranja novih krvnih sudova.
Efektima makrodeformacije (kontrakcija rane) i mikrodeformacija (na ćelijskom novou), posebno kod rana sa pojačanom eksudacijom i otokom, stimuliše se granulacija tkiva. Takođe terapija negativnim pritiskom smanjuje broj hipoksičnih ćelija, ćelijsku inflamaciju i bakterijsko opterećenje rane.
U praksi se danas primenjuju:
- Intermitentna forma terapije negativnim pritiskom, za stimulaciju granulacije
- Kontinuirana terapije negativnim pritiskom, za rane sa edemom.

## Dobre i loše strane mehaničkog debridmana
| Vrsta debridmana              | Prednosti | Nedostaci |
| ----------------------------- | --- | --- |
| Debridman vodom               | - Selektivnost - Vrlo mala bol - Idealno za pripremu dna rane za sekundarni zahvat (kožni transplantat) - Značajno smanjenje broja bakterija - Mogućnost ambulantne i stacionarne primene                             | - Cena postupka i opreme (visoka cena uređaja i sonde) - Oprema nije dostupna na svim nivoima ZZ - Za ovu metoodu potreban je stručni kadar (koji za sada nedostaje) i specijalizovana operaciona sala - Dodatni troškovi za anesteziju, jer metoda može biti bolna (ako bol nije kontroliran). |
| Ultrazvučni debridman         | - Selektivnost - Ponekad relativno bolan postupak - Mogućnost ambulantne i stacionarne primene - Kratkotrajnost postupka - Nema krvarenja                                                                             | - Cena postupka i opreme (visoka cena uređaja i sonde) - Oprema nije dostupna na svim nivoima ZZ - Za ovu metoodu potreban je stručni kadar (koji za sada nedostaje) i specijalizovana operaciona sala - Dodatni troškovi za anesteziju, jer metoda može biti bolna (ako bol nije kontroliran). |
| Terapija negativnim pritiskom | - Deluje na makro i mikrostrukturnom nivou - Učinak se postiže u svim fazama zarastanja rane - Selektivnost - Ponekad relativno bolan postupak - Mogućnost ambulantne i stacionarne primene - Kratkotrajnost postupka | - Cena postupka i opreme (visoka cena uređaja) - Oprema nije dostupna na svim nivoima ZZ - Za ovu metoodu potreban je stručni kadar (koji za sada nedostaje) i specijalizovana operaciona sala - Dodatni troškovi za anesteziju, jer metoda može biti bolna (ako bol nije kontroliran).         |

## Literatura
- „Kronične rane, lokalno liječenje izazov za kliničare”. Acta Med Croatica. 65: 1—128. 2011. IV. Simpozijum s međunarodnim sudelovanjem, Vol. 65 (Supl. 2) •Zagreb, 2011
- Rodeheaver, G. T. (1999). „Pressure ulcer debridement and cleansing: a review of current literature”. Ostomy/Wound Management. 45 (1A Suppl): 80S—85S; quiz 86S—87S. PMID 10085978.. Ostomy Wound Manage 1999; 45 (Suppl. 1A): 80S-85S.
- Streubel, P. N.; Stinner, D. J.; Obremskey WT. (2012). „Use of Negative – pressure Wound Therapy in Ortopaedic Trauma.”. J Am Acad Surg. 20: 564—74..
- Huljev D, Novinšćak T, Gverić T i sur. (2011). „NPWT – terapija negativnim tlakom.”. Acta Med Croatica. 65 (Supl. 2): 81—6..
- De Franzo AJ, Argenta LC, Marks MW i sur. (2001). „The use of vacuum-assisted closure therapy for the treatment of lowerextremity wound with exposed bone.”. Plast Reconstr Surg. 108: 1184—91..
- Mu¨Llner, T.; Mrkonjic, L.; Kwasny, O.; Ve´Csei, V. (1997). „The use of negative pressure to promote the healing of tissue defects: a clinical trial using the vacuum sealing technique.”. Br J Plast Surg. 50 (3): 194—9. PMID 9176007. doi:10.1016/S0007-1226(97)91369-2..
- Pelham, F. R.; Kubiak, E. N.; Sathappan, S. S.; Di Cesare, P. E. (2006). „Topical negative pressure in the treatment of infected wounds with exposed orthopaedic implants.”. J Wound Care. 15 (3): 111—6. PMID 16550664. doi:10.12968/jowc.2006.15.3.26881..
- Bakota B, Kopljar M, Jurjević Z i sur. (2012). „Mangled extremitycase report, literature review and borderline cases guidelines proposal.”. Coll Antropol. 36: 1419—26..
- Voigt, J.; Wendelken, M.; Driver, V.; Alvarez, O. M. (2011). „Low-frequency ultrasound (20–40 kHz) as an adjunctive therapy for chronic wound healing: a systematic review of the literature and meta-analysis of eight randomized controlled trials.”. Int J Low Extrem Wounds. 10 (4): 190—9. PMID 22184750. doi:10.1177/1534734611424648..
- Tan, J.; Abisi, S.; Smith, A.; Burnand, K. G. (2007). „A painless method of ultrasonically assisted debridement of chronic leg ulcers: a pilot study.”. Eur J Vasc Endovasc Surg. 33 (2): 234—8. PMID 17127083. doi:10.1016/j.ejvs.2006.09.027..
- Johns, L. D. (2002). „Nonthermal effects of therapeutic ultrasound the frequency resonance hypothesis.”. J Athl Train. 37 (3): 293—9. PMC 164359 . PMID 16558674..
- Fumić N, Marinović M, Komljenović I. (2013). „Nursing process for patients treated with negative pressure therapy after severe foot trauma.”. Acta Med Croatica. 67 (Suppl 1): 119—22..</ref>

## Spoljašnje veze
- Wound Care Information Network

|  | Molimo Vas, obratite pažnju na važno upozorenje u vezi sa temama iz oblasti medicine (zdravlja). |